# Cypridopsinae
Cypridopsinae is een onderfamilie van kreeftachtigen uit de klasse van de Ostracoda (mosselkreeftjes).

## Geslachten
- Austrocypridopsis McKenzie, 1982
- Bryocypris Røen, 1956
- Cavernocypris Hartmann, 1964
- Kapcypridopsis McKenzie, 1977
- Klieopsis Martens, Meisch & Marmonier, 1991
- Martenscypridopsis Karanovic, 2000
- Neocypridopsis Klie, 1940
- Plesiocypridopsis Rome, 1965
- Potamocypris Brady, 1870
- Pseudocypridopsis Karanovic, 1999
- Sarscypridopsis McKenzie, 1977
- Tanganyikacypridopsis Martens, 1985
- Thermopsis Külköylüoğlu, Meisch & Rust, 2003
- Tungucypridopsis Victor & Fernando, 1983
- Zonocypris G.W. Müller, 1898